# Жизлово (Курская область)
Жизлово — деревня в Золотухинском районе Курской области России в составе Дмитриевского сельсовета.

## География
Расположена рядом с селом Зиборово и деревней Хворостово на берегу реки Обметь примерно в 49 километрах севернее Курска, высота центра селения над уровнем моря — 262 метра.

## История
До 26 апреля 2010 года входила в состав Зиборовского сельсовета.
По данным «Исторического и географического путеводителя по Курской губернии от Орловской границы до Харьковской на 241 ½ верст», в 1830-е годы в деревне жили 200 человек, в основном однодворцы и помещичьи крестьяне, живущие чресполосно.
На трёхверстовой карте Курской губернии 1870 года указана как «Жижилова», но на карте РККА 1941 года обозначена как «Жезлово», а на более поздних как Жизлово.

## Население
| 2002 | 2010 |
| ---- | ---- |
| 38   | ↘21  |

Гендерный состав
В 2010 году в деревне проживал 21 человек — 9 мужчин и 12 женщин.

## Известные уроженцы и жители
В Жизлово родился один из первых кавалеров ордена «Трудовое Красное Знамя» Михаил Алымов, получивший награду 19 января 1922 года. 14-летний подросток, оставшийся сиротой с тремя младшими сёстрами на попечении, первым в Чаплыгинской волости сдал государству зерно по продналогу для голодающих Поволжья, агитировал к тому же односельчан. После вручения ему ордена губисполком постановил «поручить губотделу Управления в срочном порядке войти с ходатайством в НКВД о переименовании Чаплыгинской волости в Красно-Алымовскую и дер. Жизлово в Красно-Алымовскую».